# One Grand Central Place
One Grand Central Place (do 2010 Lincoln Building) – wieżowiec w Nowym Jorku w dzielnicy Midtown Manhattan w Stanach Zjednoczonych. Ma nieco ponad 205 metrów wysokości i 55 pięter, co daje mu 45. miejsce wśród najwyższych budowli w mieście. Zaprojektowany został przez firmę J.E.R. Carpenter, Kenneth B. Norton, William Harmon Beers. Oddany do użytku w 1930 roku. Do jego budowy wykorzystano głównie cegły i wapień. Powierzchnia użytkowa gmachu wynosi 108 395 m² i jest wykorzystywana głównie jako biura, część powierzchni ma charakter handlowy i gastronomiczny. Naprzeciwko znajduje się Grand Central Terminal. Budynek ma wiele charakterystycznych cech. Stylem architektonicznym nawiązuje do neogotyku, na szczytowych piętrach wyróżniające są specyficzne, gotyckie okna. Oryginalne jest także lobby budynku oraz stojąca w nim, wykonana w brązie przez Daniel Chester French, figura Abrahama Lincolna.
W budynku znajduje się m.in. Instytut Kultury Polskiej w Nowym Jorku.